# Chinese Universiteit voor Buitenlandse Zaken
De Chinese Universiteit voor Buitenlandse Zaken is een universiteit in Peking die zich richt op het opleiden van diplomaten.
De belangrijkste vakken zijn de buitenlandse talen (Engels, Frans en Japans), buitenlandse zaken, internationale politiek, internationale betrekkingen en diplomatie, internationaal recht en economie. Er wordt opgeleid tot bachelor, master en doctor.
De universiteit werd opgericht in 1955 en is nauw verbonden met het Ministerie van Buitenlandse Zaken van de Volksrepubliek China. Naast deze universiteit herbergt Peking ook nog de Universiteit voor Internationale Betrekkingen.